# Graafschap Wittgenstein
Wittgenstein was een tot de Boven-Rijnse Kreits behorend graafschap binnen het Heilige Roomse Rijk.
Zie ook wapen van Sayn.

graafschap Wittgenstein

In 1174 wordt de burcht Wittgenstein vermeld; deze ligt nu in het plaatsje Bad Laasphe. De graven ontlenen hun naam aan deze burcht. In 1258 wordt een deel van Berleburg, in 1322 de rest verworven. In 1295 moet de graaf de leenheerschappij van de keurvorst van Keulen erkennen.
In 1357 sterven de graven van Wittgenstein uit. Ten gevolge van het huwelijk van Elizabeth van Wittgenstein met Salentijn van Sayn-Homburg uit het huis Sponheim wordt het grootste deel van het graafschap Wittgenstein met Sayn-Homburg verenigd. Voortaan wordt de titel gevoerd: graaf van Sayn en Wittgenstein. Het graafschap wordt in 1478/79 voor het eerst verdeeld tussen twee broers, maar dat is van korte duur: na de dood van Jan VI in 1480 wordt de eenheid hersteld.
In 1535 wordt de reformatie ingevoerd. In 1581 gaat het ambt Erndtebrück verloren. In 1511 wordt het graafschap voor het eerst verdeeld in een Berleburger deel en een Wittgensteiner deel. De oudste broer Willem I in Wittgenstein en zijn jongere broer Jan VII (geboren 7-1-1488, overleden 2-4-1551 in Berleburg). Na de dood van Jan vindt er een hereniging plaats.
Alle bezittingen van het huis Sayn hadden verenigd kunnen worden na het uitsterven van Sayn-Sayn in 1606. Het tegendeel gebeurt, de versplintering wordt vergroot door een deling van het graafschap Wittgenstein. Het noordelijk deel met de residentie Berleburg en het zuidelijk deel met de residentie Laasphe.
- Willem krijgt het graafschap Sayn, dat na zijn dood wordt verdeeld in Sayn-Hachenburg en Sayn-Altenkirchen
- Georg krijgt het graafschap Wittgenstein-Berleburg
- Lodewijk krijgt het graafschap Wittgenstein-Wittgenstein met de heerlijkheid Homburg

Van 1631 tot 1743 regeert er in de heerlijkheid Homburg een zijlinie van Wittgenstein-Wittgenstein.
Op 4 september 1792 wordt de graaf van Sayn-Wittgenstein-Berleburg en op 20 juni 1801 de graaf van Sayn-Wittgenstein-Hohenstein tot rijksvorst verheven.
In de Reichsdeputationshauptschluss van 25 februari 1803 krijgt in paragraaf 23 de vorst van Wittgenstein-Berleburg voor het verlies van de heerlijkheden Neumagen en Hemsbach een eeuwigdurende rente.
In artikel 24 van de Rijnbondakte van 12 juli 1806 wordt het graafschap Homburg onder de soevereiniteit van het groothertogdom Berg en de graafschappen Wittgenstein en Berleburg onder de soevereiniteit van het groothertogdom Hessen-Darmstadt gesteld: de mediatisering. van 1631 tot
Na de nederlagen van Napoleon deelt het Congres van Wenen in 1815 de gebieden toe aan het koninkrijk Pruisen.

## Bezit graafschap Wittgenstein-Berleburg
- twee-vijfde deel van het graafschap Wittgenstein
- het ambt Berleburg
- heerlijkheid Homburg
- heerlijkheid Neumagen

## Bezit graafschap Wittgenstein-Wittgenstein
- drie vijfde deel van het graafschap Wittgenstein
- de stad Laasphe
- de vier kwartieren Banf, Faidingen, Altfelden en de voogdij Elhoff
- heerlijkheid Vallendar (maakt deel uit van het keurvorstdendom Trier)
- van 1649 tot 1699 de heerlijkheden Lohra en Klettenberg (=graafschap Hohenstein) als leen van het keurvorstendom Brandenburg

## Regenten van het graafschap tot de deling in 1623
| regering        | naam       | geboren   | overleden  | familie                             |
| --------------- | ---------- | --------- | ---------- | ----------------------------------- |
| 1384-1422/27    | Jan IV     | voor 1386 | 1423/36    | zoon van Salentijn van Sayn-Homburg |
| 1422/27-1469/72 | Georg I    | voor 1391 | 7-5-1472   | zoon                                |
| 1465-1480       | Jan VI     | voor 1465 | voor 1492  | zoon                                |
| 1469-1494       | Eberhard   | voor 1469 | 1494/9     | broer                               |
| 1494-1568/70    | Willem I   | 24-8-1485 | 18-4-1570  | zoon                                |
| 1570-1605/07/23 | Lodewijk I | 7-12-1532 | 2-7-1605   | zoon                                |
| 1605/07-1623    | Willem II  | 14-3-1569 | 29-10-1623 | zoon                                |

## Regenten van het graafschap Wittgenstein-Berleburg (1623-1806)
| regering  | naam               | geboren    | overleden  | familie             |
| --------- | ------------------ | ---------- | ---------- | ------------------- |
| 1623-1631 | Georg II           | 30-4-1565  | 16-12-1631 | zoon van Lodewijk I |
| 1631-1643 | Lodewijk Casimir   | 20-4-1598  | 6-6-1643   | zoon                |
| 1643-1684 | Georg Willem       | 28-9-1636  | 6-5-1684   | zoon                |
| 1684-1694 | Lodewijk Frans     | 17-4-1660  | 25-11-1694 | zoon                |
| 1694-1741 | Casimir            | 31-1-1687  | 5-6-1741   | zoon                |
| 1741-1773 | Lodewijk Ferdinand | 1-1-1712   | 12-2-1773  | zoon                |
| 1773-1800 | Christiaan Hendrik | 12-12-1753 | 4-10-1800  | zoon                |
| 1800-1806 | Albrecht           | 12-5-1771  | 11-11-1851 | zoon                |

## Regenten van het graafschap Wittgenstein-Witgenstein (Wittgenstein-Hohenstein) (1623-1806)
| regering         | naam             | geboren    | overleden  | familie             |
| ---------------- | ---------------- | ---------- | ---------- | ------------------- |
| (1607)/1623-1634 | Lodewijk II      | 15-3-1571  | 14-9-1634  | zoon van Lodewijk I |
| 1634-1657        | Jan              | 14-10-1601 | 2-4-1657   | zoon                |
| 1657-1701        | Gustaaf          | 14-4-1633  | 15-10-1701 | zoon                |
| 1701-1723        | Hendrik Albrecht | 6-12-1658  | 23-11-1723 | zoon                |
| 1723-1735        | August           | 22-4-1663  | 27-8-1735  | broer               |
| 1735-1756        | Frederik I       | 19-1-1708  | 9-6-1756   | zoon                |
| 1756-1796        | Johan Lodewijk   | 3-8-1740   | 27-3-1797  | zoon                |
| 1796-1806        | Frederik II      | 23-2-1766  | 8-4-1837   | zoon                |